# Nghĩa trang Chính thống giáo, Warszawa
 (tiếng Ba Lan: Cmentarz Prawosławny w Warszawie), Nghĩa trang Chính thống ở Warsaw là một nghĩa trang chính thống phương Đông lịch sử nằm ở quận Wola, phía tây Warsaw, Ba Lan.

## Chi tiết
Năm 1834, giáo xứ Chính thống đầu tiên được thành lập tại Warsaw và một quyết định đã được đưa ra để thiết lập một nghĩa trang cho cộng đồng. Giáo xứ Công giáo La Mã của Thánh Lawrence sau đó trở thành một nhà thờ Chính thống, theo sắc lệnh của chính Sa hoàng. Mặc dù nghĩa trang đã chính thức được thánh hiến vào năm 1841, nhưng lễ chôn cất đầu tiên diễn ra ở đó vào đầu năm 1836. Năm 1905, một nhà thờ mới, St. John the Ladder được xây dựng, trong khi nhà thờ St. Lawrence trở lại là một nhà thờ Công giáo La Mã sau khi Ba Lan giành lại độc lập.
Vào Ngày lễ Thánh, các cuộc diễu hành của các nhà thờ Chính thống giáo và Công giáo La Mã diễn ra ở đó, trước đó là một nghi thức đại kết được thực hiện bởi các linh mục từ cả hai giáo đoàn.

## Những ngôi mộ đáng chú ý
Trong số những người được chôn cất tại nghĩa trang có mộ của cựu Thị trưởng Warsaw (từ thời Sa hoàng), ông Sokrates Starynkiewicz (1820-1892), nhà thơ và nhà văn người Nga Mikhail Artsybashev (1879-1927) và nhà thần học chính thống Ba Lan Jerzy Klinger (1918-1975).
- Marko Bezruchko (1883 - 1944), chỉ huy quân đội Ukraine và một tướng quân của Cộng hòa Quốc gia Ukraine
- Dmitry Filosofov (1872-1940), tác giả, nhà tiểu luận, nhà phê bình văn học Nga
- Alexander Petrov (1794-1867), chuyên gia cờ vua người Nga
- Czesław Kiszczak (1925-2015), tướng Ba Lan, Bộ trưởng Nội vụ, Thủ tướng

## Hình ảnh

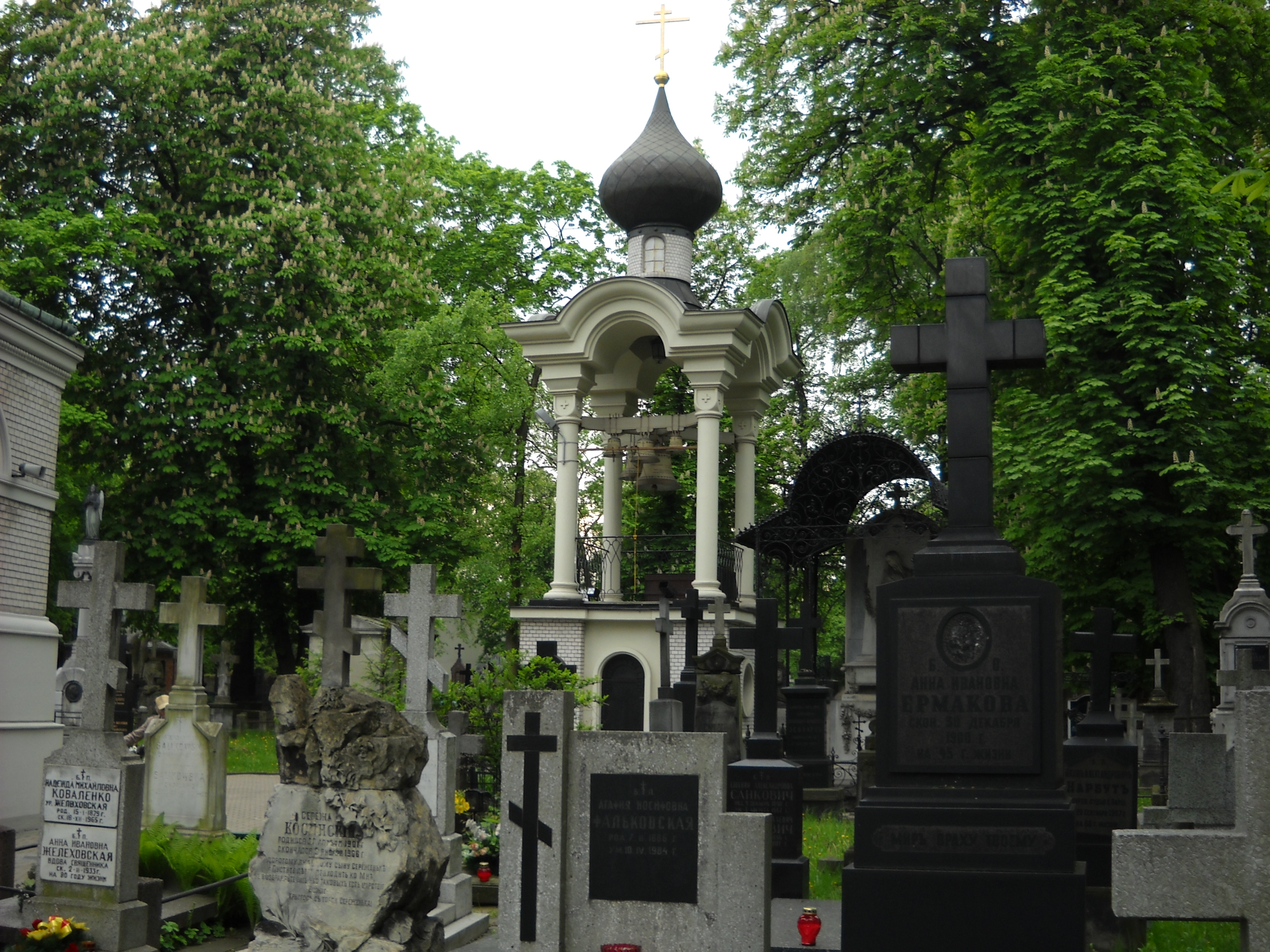
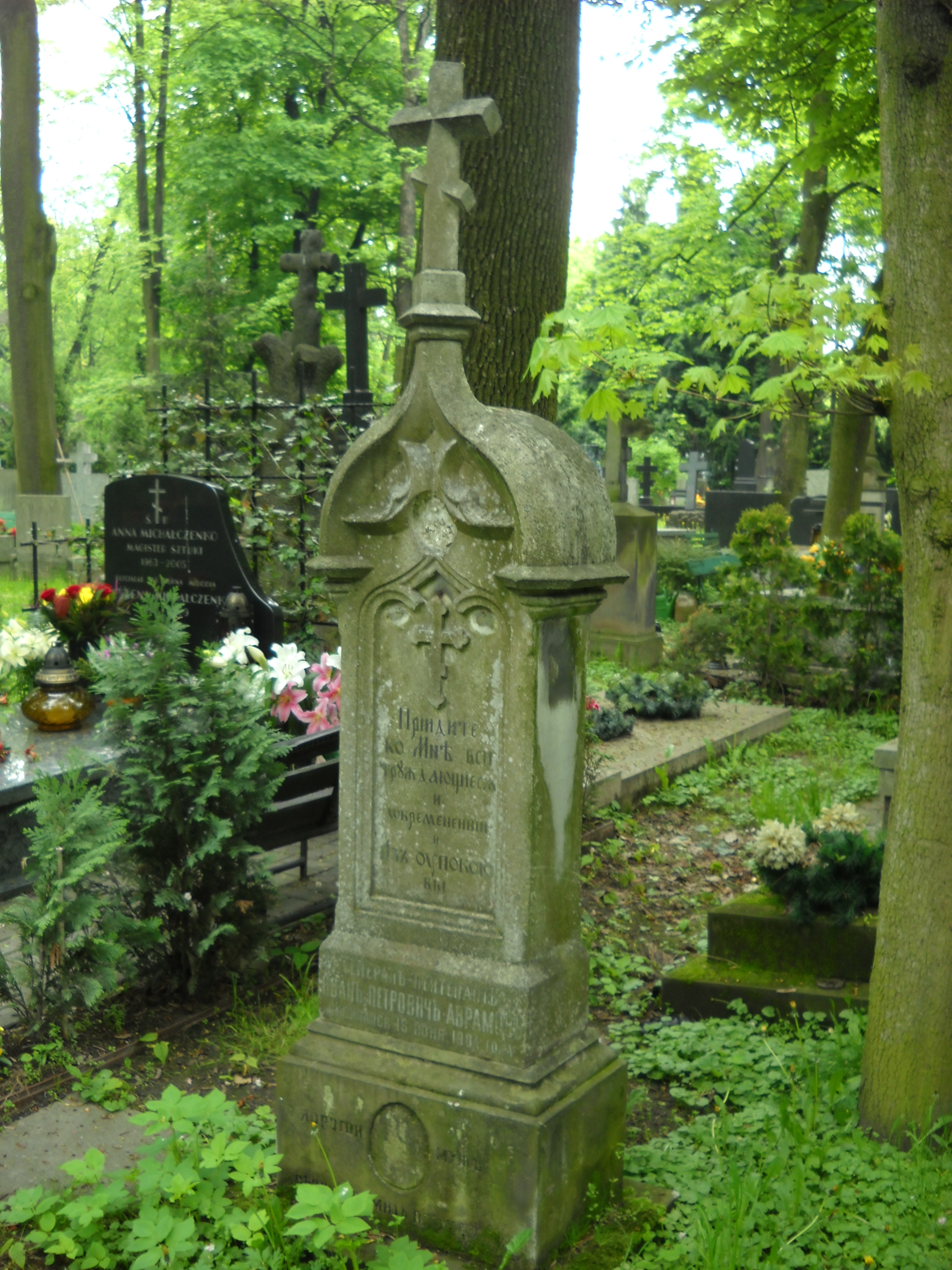
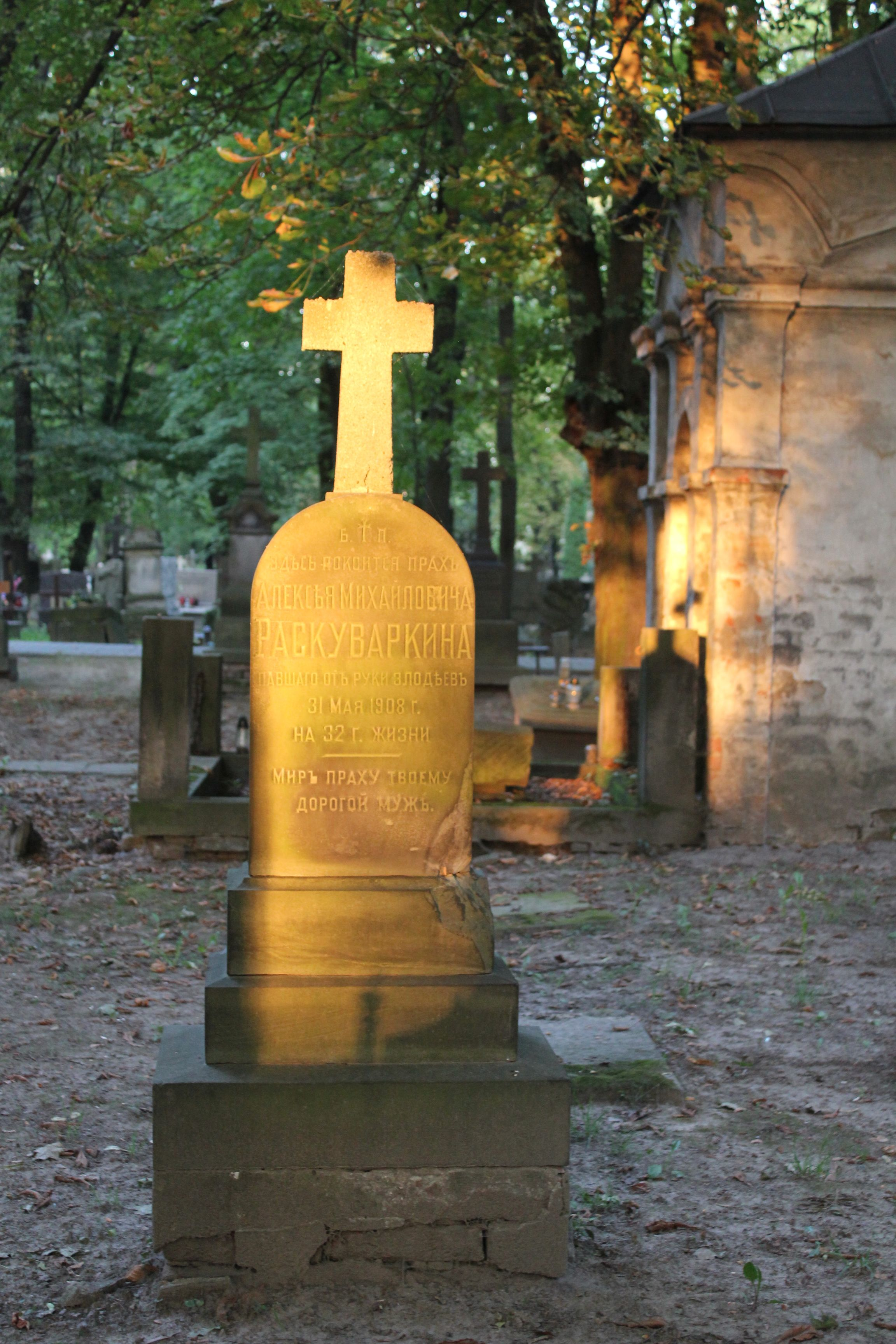
Một ngôi mộ ở Nga từ năm 1908
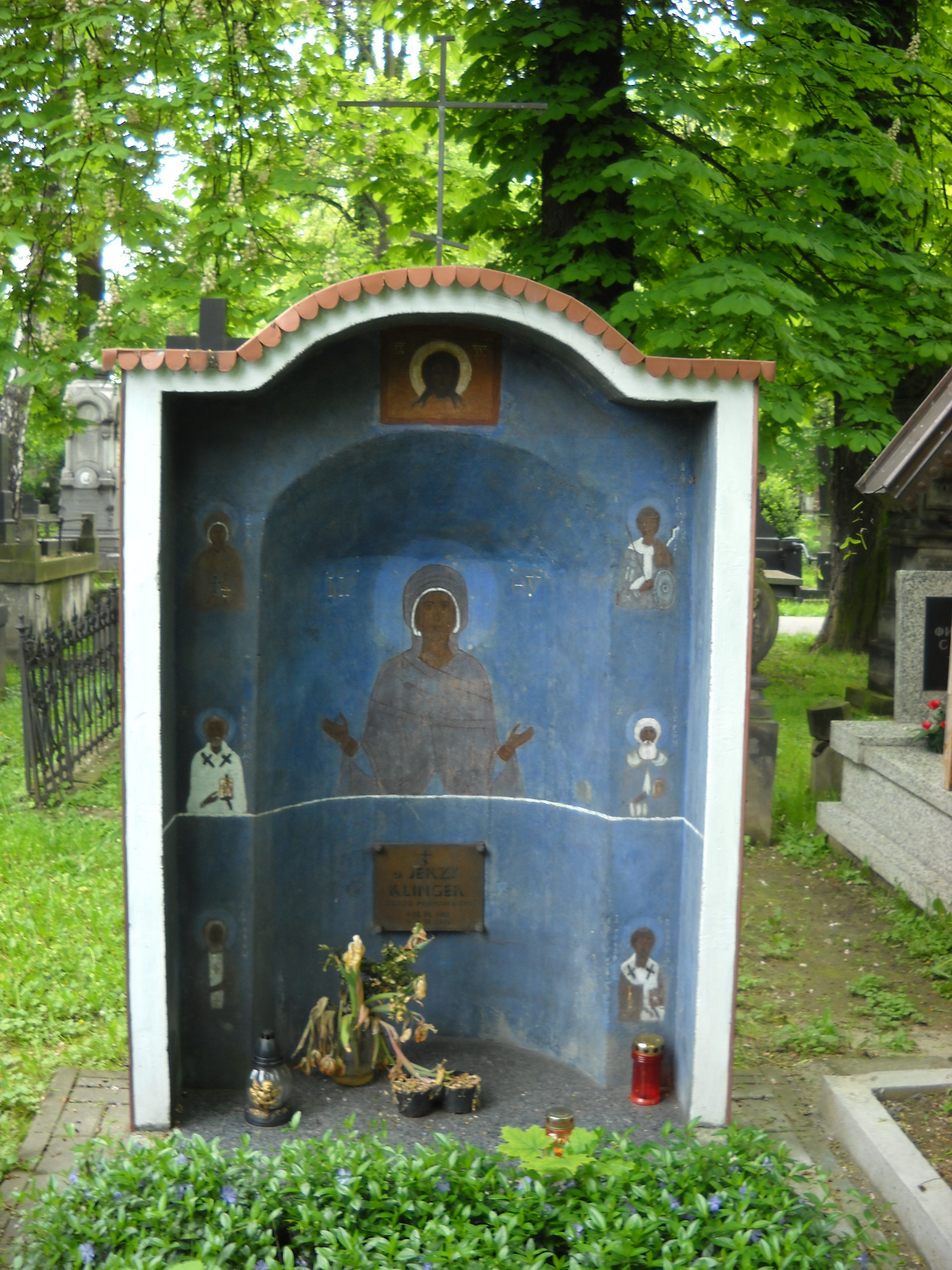